# Filip Oktjabrskij
Filip Sergejevitj Oktjabrskij (ryska: Филипп Сергеевич Октябрьский, riktiga efternamn: Ivanov – Иванов; född 23 oktober 1899, död 8 juli 1969 i Sevastopol) – sovjetisk sjöbefälhavare och från 1944 amiral. 20 februari 1958 blev Oktjabrskij nominerad till Sovjetunionens hjälte. I november 1917 började Oktjabrskij tjänsten i Östersjöflottan. Från mars 1939 till april 1943 och sedan igen från mars 1944 till november 1948 var Oktjabrskij en befälhavare för Svartahavssflottan och styrde deras aktioner under belägringen av Sevastopol och Odessa. Oktjabrskij evakuarades med en ubåt från Sevastopol. Från Novorossijsk ledde han flottans offensiv 1943-1945. Efter andra världskriget var Oktjabrskij företrädande befälhavare i chef för marinen, befälhavaren för marinens alla träningsplatser och från 1957 till 1960 chefen över Nakhimovs Högre Sjökrigsskola i Sevastopol. 
Senare blev han utmärkt med två Ushakovorder av 1:a klassen, en Nakhimovorder av 1:a klassen och en Suvorovorden av 2:a klassen. För att hedra Oktjabrskij blev en av Kresta II-klass kryssare uppkallad efter honom.